# Причёски викторианской эпохи
Причёски в викторианскую эпоху, как и викторианская мода в целом, изменялись в течение десятилетий. Если говорить о женских причёсках, то в моде на протяжении всей викторианской эпохи (1830-е — 1890-е годы) были исключительно длинные волосы и сложные причёски, дополнявшиеся украшениями и головными уборами.

## Значение волос в викторианскую эпоху
Восприятие волос, особенно женских, в викторианскую эпоху было связано с разного рода суевериями, имеющими корни еще в эпохе Средневековья. Распущенные длинные волосы были символом женской сексуальности, которая жестко подавлялась викторианской моралью; в обществе женщина не могла появиться в таком виде, изображение женщины не вполне одетой, с волосами, не уложенными в прическу и хотя бы частично распущенными, считалось непристойным. В этом плане особый интерес представляет интимный портрет королевы Виктории, написанный для ее мужа, принца Альберта, в 1843 году. Портрет, очевидно, не предназначался для посторонних глаз. В своем дневнике Виктория писала: «Он находит его очень похожим и прекрасно написанным. Я счастлива и горда, что нашла подарок, который доставил ему так много удовольствия».
Вместе с тем, искусство викторианской эпохи, в том числе живопись и литература, охотно обращалось к мифологическим и фантастическим образам. Мифологические и мрачные «готические» сюжеты, раскрывающиеся в творчестве прерафаэлитов и авторов английских готических рассказов, позволяли создать образ роковой женщины-искусительницы, нередко наделенной некой магической силой. Анализируя женские образы с картин прерафаэлитов, некоторые исследователи делают вывод о фрейдистской связи распущенных женских волос, особенно волнистых, извивающихся, напоминающих змей, и мужского страха перед женской сексуальностью. По мнению Фрейда, в мифе о Медузе Горгоне змеи-волосы означают женский половой орган, а вызываемый ими ужас — интерпретация подсознательного страха кастрации.
Таким образом, распущенные женские волосы олицетворяли в викторианском представлении женскую непокорность и порочность, в то время как гладкие, аккуратно уложенные волосы были символом целомудренности и послушания, «домашнего ангела», каким хотело видеть женщину патриархальное викторианское общество.
На картинах прерафаэлитов чаще всего можно видеть женщин с прекрасными золотистыми или рыжими волосами — это было одно из главных требований, предъявляемых художниками при поиске натурщиц. Часто моделей приходилось искать в публичных домах, так как приличные девушки не соглашались позировать в столь вызывающем для тех времен виде. 
Символизм именно золотых волос раскрывается и в литературе, например, произведении Брэма Стокера «Тайна золотых прядей» (англ. The Secret of the Growing Gold) 1892 года. В этом рассказе Стокер объединяет и интерпретирует в викторианском стиле средневековые легенды и сказки о «странных, но прекрасных женщинах с золотыми волосами». По сюжету мистического рассказа, надменный аристократ Джеффри Брэнт убивает свою любовницу (состояли ли они в браке, остается неизвестным), Маргарет Диландэр, и женится снова. Однако призрак Маргарет не оставляет бывшего возлюбленного в покое — ее золотистые волосы таинственным образом прорастают сквозь камень в доме Брэнтов, в конце концов убивая и Джеффри, и его новую жену. Этот сюжет, по мнению исследователей, выражает основные мифы о женских волосах, циркулировавшие в викторианском обществе — сочетание порочности, виктимности, магической силы и опасности. 
Волосы были частым элементом викторианских траурных украшений, хотя сама эта традиция существовала и ранее. Волосы усопшего сплетались, иногда в довольно сложные узоры и композиции, и вкладывались в броши, медальоны, кольца и т.д.

## Уход за волосами
Уход за волосами, особенно длинными, требовал большого количества времени. Шампунь был изобретен лишь в конце XIX века, а массовую популярность приобрел в 1900-е годы. До того женщинам приходилось пользоваться различными косметическими средствами, зачастую собственного изготовления, но некоторые бальзамы продавались в аптеках. Рецепты средств для волос публиковались в многочисленных сборниках советов и руководствах для женщин. Часто использовалась вода с добавлением различных масел, растительных экстрактов, хинина, нашатыря, алкоголя и прочих компонентов. Поскольку сушка волос без фена могла занять много времени, порою весь день, викторианские женщины мыли волосы не очень часто (по рекомендациям того времени, раз в месяц). Основным же средством поддержания гигиены волос было расчесывание щеткой. При ежедневном расчесывании с волос удалялась пыль, грязь, сальные выделения и кожные чешуйки, благодаря чему волосы долго не нуждались в мытье. 
На чистые волосы наносилась специальная помада, причем напомаживали волосы как мужчины, так и женщины. Например, в журнале по домоводству «Кэсселлс» приводится рецепт изготовления помады из касторового масла: требуется взять фунт касторового масла и 4 унции белого воска, «растопить их вместе и при охлаждении добавить любой экстракт — бергамот или масло лаванды — и несколько капель масла серой амбры». Помада и всевозможные масла придавали волосам блеск, а также делали их скользкими и послушными, что позволяло выпрямлять, завивать и укладывать локоны, как того требовала мода. 
Окраска волос, как и декоративная косметика, в викторианской Англии не приветствовалась, однако многие модницы старались незаметно «подправить» цвет волос, сделать его более ярким и насыщенным, для чего использовались натуральные средства, например, хна и басма. В середине XIX века появились и первые синтетические краски для волос, однако они были опасными и часто вызывали аллергию или воспаление кожи головы.
В 1872 году француз Марсель Грато усовершенствовал щипцы для завивки и создал на их основе плойку. Приспособление нагревали на газовой горелке и зажимали ею пряди, чтобы получать «волны». Использование плойки было сложным из-за несовершенства; сложно было добиться равномерного нагревания, часто случались термические ожоги и несчастные случаи, поэтому перед тем, как поднести к волосам, температуру плойки проверяли на куске бумаги.
Примерно в то же время, во второй половине XIX века, появляется прообраз фена для сушки волос, представлявший собой емкость на деревянной ручке. В емкость наливался кипяток, после чего приспособлением проводили по волосам, что способствовало их высушиванию.

## Женские причёски
После двух десятилетий ампирных мод, когда популярностью пользовались прически на античный манер, в том числе короткие женские стрижки, в 1830-е годы мода снова усложняется. Волосы завивают локонами у висков, а на затылке собирают в причудливые пучки. Одна из самых популярных причесок 1830-х называлась «узел Аполлона» — волосы заплетались в косички и укладывались на макушке высокую «корзинку», для устойчивости использовался проволочный каркас. Прическа «а-ля Клотильда», в виде двух косичек, обвитых вокруг ушей, ставшая любимой прической молодой королевы Виктории, казалась по тем временам очень скромной и моментально завоевала популярность. 
В эпоху романтизма (середина XIX века) в моде преобладали прямые проборы, завитые локоны на висках, объёмные пучки на затылке и аккуратно уложенные косы. В отличие от популярных причесок предшествующего десятилетия, с 1840-х объемные пучки из кос или локонов располагаются не вертикально на макушке, а сзади на затылке, оставляя открытой шею. Волосы, как правило, обрамляют щеки и прикрывают уши, иногда локоны спускаются до плеч, по моде середины века, обнаженных. 
В 1870-е фасон женского платья меняется, юбки становятся уже, а плечи и шея в дневное время полностью скрываются под тканью, декольте и короткие рукава допускаются лишь в вечерних нарядах. Этот период в моде характеризуется стилем неорококо и подражанием моде XVIII века. Прически 1870-х — 1880-х годов замысловатые и высокие, зачастую для их создания требовались накладные локоны. Спереди и над висками волосы зачесывали высоко вверх для придания объема, на макушке укладывали в петли или косы, а сзади волосы обычно укладывались в сеточку или спадали длинными завитыми локонами на шею и спину. Модной тенденцией 1880-х были кудрявые и прямые челки.
Прически 1890-х годов, как правило, были более компактными — локоны больше не выпускались свободно, а укладывались в сложный пучок на затылке, который лишь слегка выступал над головой при взгляде спереди. На рубеже веков влияние на моду оказывал идеал красоты, созданный американским иллюстратором Чарльзом Гибсоном и получивший собирательное наименование «девушки Гибсона» — в моду вошла прическа «а-ля Помпадур». Волосы стали носить более свободными и волнистыми, а челки постепенно исчезли из высокой моды. К концу десятилетия многие носили волосы собранными в большой пучок на затылке. Этот стиль также доминировал на протяжении всего первого десятилетия XX века.

## Аксессуары и украшения
Сложные женские прически викторианской эпохи дополнялись различными аксессуарами и головными украшениями. В волосы вплетались ленты, нити жемчуга; в эпоху романтизма частым украшением были живые или искусственные цветы, а в более поздний период — птичьи перья. 
Модные прически викторианской эпохи создавались из очень длинных и густых волос, которыми обладали далеко не все женщины. Популярностью пользовались накладные локоны и косы из натуральных волос, называемые шиньонами. Спрос на волосы был огромен и часто малообеспеченные молодые женщины продавали свои локоны, чтобы хоть как-то подзаработать, хотя такой шаг был отчаянным. Только в 1848 году около 8 тысячи фунтов волос было завезено в Великобританию из Франции. Шиньоны незаметно крепились при помощи шпилек и булавок, маскировались украшениями и должны были выглядеть натурально, для чего тщательно подбирались по цвету. 
В первой половине XIX века, особенно в 1830-е, в моде были фероньерки — миниатюрное украшение в виде обруча и небольшого подвеска (чаще всего жемчужной «капельки»), расположенного посередине лба. Тогда же, в 1830-е, в европейскую моду входят гребни (исп. peineta), в качестве украшения являющиеся частью испанского национального костюма. Драгоценные гребни, украшавшие высокие прически, изготавливали из различных материалов, например, серебра, черепахового панциря, слоновой кости, перламутра, дерева и т.д., и украшали резьбой. 
В 1840-е — 50-е годы, в эпоху романтизма, наиболее распространенным украшением торжественного наряда дамы были цветы, как живые, так и искусственные, изготовленные из ткани, воска или фарфора, но таким образом, чтобы имитировать настоящие. Цветы вплетались или крепились непосредственно к волосам, или украшали венки и обручи. В 1870-е — 90-е в моду входят эгреты — украшения в виде пера или пучка перьев (как правило, белой цапли). Эгреты крепились вертикально к шляпке или к самой прическе наподобие броши. Мода на это украшение была настолько велика, что едва не привела к полному уничтожению нескольких видов птиц, в том числе белой цапли. 
Украшением высшей аристократии, начиная с эпохи ампира, являлись диадемы и тиары. В течение всего XIX века и вплоть до 1920-х годов эти виды украшений переживали свой расцвет; их надевали обычно на балы и придворные выходы. Диадемы высшей аристократии и представителей правящих семей во второй половине XIX века изготавливались чаще всего из белого золота или платины, жемчуга, бриллиантов и других прозрачных драгоценных камней. Такие материалы как коралл, бирюза и камеи, модные в эпоху ампира, утрачивают популярность к началу викторианской эпохи. 
Частым украшением или аксессуаром была вуаль, расположенная либо сзади и спадающая на спину, либо, в зависимости от обстоятельств, закрывающая лицо. Вуали изготавливались из тонкой, полупрозрачной ткани или кружева. Черная вуаль в викторианскую эпоху была неотъемлемым элементом траура, в то время как белая — атрибутом невесты или просто аксессуаром, который сочетался с головным убором или украшением из цветов.

## Мужские причёски
Парики окончательно выходят из моды в начале XIX века, однако еще долгое время натуральным волосам старались придать «искусственный» вид при помощи различных средств, например, пудры и масла. В викторианскую эпоху гладко уложенные волосы у мужчины были признаком благородного происхождения, в то время как слуги обязывались пудрить волосы и придавать им пышную форму при помощи мыльной пены.
Мужчины в эпоху романтизма, с 1840-го по 1865 год, носили волосы средней длины, уложенные на боковой пробор. Иногда надо лбом или сбоку начесывался «гребень» в виде скрученного локона, или локоны завивались по бокам снизу, оставляя волосы сверху гладко уложенными. В моду входят усы, бороды и бакенбарды любых размеров и форм. Одной из знаменитых мужских причесок середины XIX века была прическа «а-ля пуританин», которую носил Авраам Линкольн: залысины на висках, пробор набок, короткая борода и отсутствие усов. 
После 1860-х мужские прически становятся становятся заметно короче, однако усы и бакенбарды остаются в моде. Мужчины, как и женщины, использовали различные средства для ухода за волосами и поддержания формы прически — в основном различные виды воска и масел. Существовали специальные приспособления (в виде деревянных рамочек или полосок ткани, именуемых «бинтами для усов») для поддержания формы усов во время сна. 
Мода на бороды постепенно сходит на нет к концу XIX века, усы продолжают носить до Первой мировой войны. В 1880 году в Германии была изобретена первая безопасная бритва, конструкция которой была довольно примитивной и неудобной. В 1893 году американский изобретатель Кинг Кэмп Жиллетт создал безопасную бритву с более тонкими и сменными лезвиями, однако подлинный успех ждал изобретение лишь в начале XX века.